# مسابقات ورزش‌های آبی اروپا ۱۹۸۵
مسابقات ورزش‌های آبی اروپا ۱۹۸۵ از ۴ تا ۱۱ اوت ۱۹۸۵ در دو شهر صوفیه، بلغارستان و اسلو، نروژ برگزار شده است.

## جدول مدال‌ها
میزبان 
| رتبه  | کشور               | طلا | نقره | برنز | مجموع |
| ۱     | آلمان شرقی         | ۱۷  | ۱۷   | ۶    | ۴۰    |
| ۲     | اتحاد جماهیر شوروی | ۷   | ۴    | ۶    | ۱۷    |
| ۳     | آلمان غربی         | ۶   | ۴    | ۷    | ۱۷    |
| ۴     | بریتانیای کبیر     | ۲   | ۳    | ۱    | ۶     |
| ۵     | فرانسه             | ۲   | ۲    | ۰    | ۴     |
| ۶     | مجارستان           | ۲   | ۱    | ۰    | ۳     |
| ۷     | بلغارستان          | ۱   | ۲    | ۴    | ۷     |
| ۸     | هلند               | ۱   | ۱    | ۶    | ۸     |
| ۹     | اتریش              | ۱   | ۰    | ۱    | ۲     |
| ۱۰    | سوئد               | ۰   | ۱    | ۳    | ۴     |
| ۱۱    | چکسلواکی           | ۰   | ۱    | ۱    | ۲     |
| ۱۲    | دانمارک            | ۰   | ۱    | ۰    | ۱     |
| ۱۲    | پرتغال             | ۰   | ۱    | ۰    | ۱     |
| ۱۲    | یوگسلاوی           | ۰   | ۱    | ۰    | ۱     |
| ۱۵    | ایتالیا            | ۰   | ۰    | ۲    | ۲     |
| ۱۵    | سوئیس              | ۰   | ۰    | ۲    | ۲     |
| مجموع | مجموع              | ۳۹  | ۳۹   | ۳۹   | ۱۱۷   |